# Ernst Chladni
Ernst Florenz Friedrich Chladni (pronunciación en alemán: [ˈɛʁnst ˈfloːʁɛns ˈfʁiːdʁɪç ˈkladnɪ] Wittenberg, 30 de noviembre de 1756 - Breslavia, 3 de abril de 1827) fue un físico alemán.
Por su trabajo sobre las vibraciones y el cálculo de la velocidad del sonido para diferentes gases, es considerado el fundador de la acústica. Los patrones geométricos que aparecen formados por finas bases de arena, depositadas sobre una placa de vidrio o metal que se hace vibrar a frecuencias diferentes, son llamados "figuras sonoras de Chladni".
En 1794, Chladni publicó Über den Ursprung der von Pallas gefundenen und anderer ihr ähnlicher Eisenmassen und über einige damit in Verbindung stehende Naturerscheinungen (en alemán), (Sobre el origen del Hierro de Pallas y otros similares, y algunos fenómenos naturales asociados), obra en la que propuso que los meteoritos tienen su origen en el espacio exterior. Esta propuesta fue muy discutida en su época (lo que le trajo algunas burlas, ya que por entonces se creía que eran de origen volcánico) y, con este libro, Chladni se convirtió también en el fundador de la investigación moderna sobre los meteoritos.
|  |  |  |  |  |  |
|  |  |  |  |  |  |
|  |  |  |  |  |  |
|  |  |  |  |  |  |
|  |  |  |  |  |  |
|  |  |  |  |  |  |

## Reconocimientos
- El cráter lunar Chladni lleva este nombre en su honor.

| Figuras Chladni |
| --------------- |
|                 |
|                 |
|                 |
|                 |
|                 |
|                 |